# 大映
大映株式会社（だいえい）は、
1. 1942年から1971年まで存在した日本の映画会社。設立当初の法人名は大日本映画製作株式会社。
2. 1974年から2003年まで存在した日本の映画会社。徳間書店の子会社であり、1.の映画事業を引き継いだ。設立当初の法人名は大映映画株式会社。

1.と2.は登記上は別会社であるが、本項では、便宜上、1.と2.の映画事業を大映の歴史として詳述する。1.と2.による映画事業を譲渡され、設立当初は株式会社角川大映映画と称していた角川映画株式会社も新たに設立された会社であり、1.と2.が法人として前身にあたるわけではない。
1.の法人としての設立は大手の中では後発だが、戦前の日活の製作機構を主に引き継いでいるため、伝統ある老舗として語られることがある。発足時に合併で得た新興＝帝キネの製作部門は戦後に分離し、東映の母体となる。

## 沿革

### 戦時統合で発足
第二次世界大戦がはじまると、戦時統制の一環として小規模企業を整理・統合する戦時企業統合が始まり、内閣情報局の指示によってこれがさまざまな分野で進められていった。映画業界でも1942年（昭和17年）、新興キネマ・大都映画・日活製作部門を軸とした合併が行われ、永田雅一（専務）、河合龍齋（専務）、真鍋八千代（監査役）、波多野敬三（常務）、六車脩（常務）、薦野直実（常務）、吉岡重三郎、鶴田孫兵衛、林弘高（東京吉本）の9名が発起人となり、1942年1月27日に大日本映画製作株式会社（大映）が誕生、松竹、東宝との3社体制が成立した。
情報局の当初案では、映画業界を松竹と東宝の2社体制に再編することになっていたが、これを知った新興キネマ京都撮影所所長の永田雅一が、政府寄りの第三勢力として「統制会社」の可能性をアピールする形で同局に掛け合い、最終案ではこれにもう1社加えた3社体制とすることを認めさせた。
新興キネマは松竹系列であり、事実上松竹の子会社であったが、同社が主導して企業統合がされたことは世間を驚かせ、「新興キネマから情報局第五部にカネが動いたのではないか」という噂が広まった。真相は不明だが、大映の社史も本件を包み隠さず事実を掲載している。
この年に阪東妻三郎・片岡千恵蔵・嵐寛寿郎・市川右太衛門の四大スターの共演を掲げた第一回作品『維新の曲』（監督・牛原虚彦）を発表し、映画製作の第一歩を歩み出す。
映画業界が3社体制となり、6つの撮影所が大映の傘下となった。
- 日活太秦撮影所（大映京都撮影所）
- 日活多摩川撮影所（大映東京第二撮影所、のちの大映東京撮影所、現在の角川大映撮影所）
- 新興キネマ京都太秦撮影所（大映第二撮影所、戦後の東横映画撮影所、現在の東映京都撮影所）
- 新興キネマ京都太秦第二撮影所（大映嵯峨野撮影所、すぐに閉鎖）
- 新興キネマ大泉撮影所（大映東京第一撮影所、すぐに閉鎖、戦後の太泉スタジオ、現在の東映東京撮影所）
- 大都映画撮影所（かつての天然色活動写真巣鴨撮影所、すぐに閉鎖）

国内の映画の配給系統が「紅系」と「白系」の2系統と統合することで、松竹と東宝と配給枠を分け合う形になった大映は製作本数の減少を余儀なくされ、京都の大映京都・大映第二、東京の大映東京第二を残して、嵯峨野・大映東京第一・大都の各撮影所を閉鎖し、3か所のスタッフと俳優は、大映京都・大映第二・大映東京第二が引き継いだ。
- 1943年（昭和18年）、初代社長に作家の菊池寛を担ぎ出す。当初の社名表記は、大映マークにかぶさるように旧社名が縦表記でズームしながらクレジットされた。
- 1945年（昭和20年）、社名を大映株式会社に改める。
- 1946年（昭和21年）、専務の永田雅一が副社長に昇格する。
- 1947年（昭和22年）、副社長の永田雅一が社長に昇格する。同年制定された私的独占の禁止及び公正取引の確保に関する法律（独占禁止法）の趣旨に基づき、日活との関係を解消するが、「統制会社」が戦後軒なみ解散を命じられる中、大映は存続が許された稀有な事例である。

社名変更後の表記は、星空の後に動く雲をバックに大映マークが映り、それにかぶさるように「作製社會式株映大」の文字がズームし、停止して落下する演出で1950年（昭和25年）頃まで使用された。
予告編などは「映画は大映」の☆マークが付いたキャッチフレーズが多用された。

### 永田時代
数社を統合してオーナーとなった永田雅一が、社員をすべて縁故採用で固める会社組織を行うと、自身のカリスマ性を高め、組織を強固にした反面、組織内に近親憎悪的な軋轢を数多く生んだ 。
社風は日活の伝統を受け継ぎ、尾上松之助が保守的な京都の土壌に持ち込んだ自由な気風がハイカラな伝統を生んだ。他社間だけでなく、東西撮影所同士でもライバル視する排他的な気風も残した。企画会議は、京都作品も必ず東京本社4階会議室に永田社長を筆頭に40人からのプロデューサーらが集められ、最終決断は必ず永田が下す体制を敷いた。東京と京都の撮影所は、撮影設備も機材も永田の独断で最新鋭のものが揃えられたが、倒産の最後まで自社の現像所は持たなかった。
この体制下で大映は一時期大きな成功を収めたが、直営の興行館が東宝や松竹に比べ数の面ではるかに劣り、興行収入に大きく影響した。映画産業の近代化・斜陽化が進むにつれて、永田の前時代的な「カツドウヤ」の体質を残したままの丼勘定と、公私混同した典型的なワンマン経営は様々な弊害を生み、最終的に大映の破綻に至る。

#### 1940年代
- 1947年（昭和22年） 菊池は戦時中の翼賛運動を問われてGHQによる公職追放の対象者として指定され、社長辞任に追い込まれると、副社長の永田雅一が社長に昇格し、人気作家の川口松太郎が専務に招かれる。永田は他社に例を見ない「60歳定年制」[注釈 1] を、独断で導入決定した。
- 1948年（昭和23年）1月 永田が公職追放となり、取締役の真鍋八千代が社長に就任する。永田は5月に指定解除されて社長に復帰して真鍋は会長となる。3月6日に前社長の菊池が公職追放されたまま死去した。

プロ野球団金星スターズを買収して「大映スターズ」が発足し、永田がオーナーとなる。三益愛子主演の「母物シリーズ」が始まり、10年続く大人気シリーズとなる。現代劇の好調を受けて「古ぼけた時代劇のスターはもうウチはいらん」と放言した永田に、設立時からの四大時代劇スターらが怒りで大映を脱退し、他のスター・俳優・スタッフらも多くが大映を去った。特に京都サイドは、第二撮影所の預かりになった東横映画に多く流れた。

#### 1950年代
専属スターの大量流出によってできた穴を埋めるべく、ベテラン長谷川一夫を重役に迎え、彼を大黒柱にプログラムを組む。ニューフェイスや他所からの人材を惜しげもなく投入し、後に三大女優といわれる京マチ子・山本富士子・若尾文子、市川雷蔵を日本映画史に残るスターに伸し上げた。他社専属やフリーの高峰秀子、鶴田浩二、岸惠子らも出演し、名作を多数送り出す。
- 1951年（昭和26年）
  - 6月3日 永田が個人所有していた競走馬トキノミノルが10戦10勝で第18回東京優駿を優勝する。永田はダービー馬オーナーとなる。馬名の「トキノ」は初代社長の菊池寛が所有馬に付けていた冠名であった。トキノミノルは17日後に破傷風で急死した。11月に「大映創立10周年」の記念祝典を挙行した。
  - 9月、日本では前年に封切られた『羅生門』（監督・黒澤明）がヴェネツィア国際映画祭グランプリを受賞する。
- 1952年（昭和27年）
  - 2月 日米合作映画『いついつまでも』製作を決定。
  - 3月 『羅生門』がアカデミー賞受賞。
- 1953年（昭和28年） 『雨月物語』（監督・溝口健二）がヴェネツィア国際映画祭銀獅子賞を受賞する。同年、『羅生門』の国際的な成功を見た永田が、社内の反対を押し切って制作させた『地獄門』（監督・衣笠貞之助）が封切られる。一方、この年には五社協定が調印され、以後、監督や俳優の専属化が進み他社への出演は困難なものとなる[4]。
- 1954年（昭和29年） 『地獄門』がカンヌ国際映画祭グランプリを受賞する。同年の『山椒大夫』（監督・溝口健二）もヴェネツィア国際映画祭銀獅子賞を受賞する。

だがこの頃、映画製作を再開した日活が大映のスタッフを多数引き抜き、多くのスタッフが日活に移籍する事態を招いた。大映は日活の製作部門が組み込まれていた経緯があり、移籍したスタッフのほとんどは出戻りである。この年、歌舞伎の世界を離れた市川雷蔵と長唄三味線方杵屋勝東治の次男である勝新太郎が入社する。
- 1955年（昭和30年） 上述のトキノミノルをモデルに、『幻の馬』（監督・島耕二）を制作して文部省選定映画となる。
- 1956年（昭和31年） 1954年度のミス資生堂であった叶順子がニューフェースとして入社、1957年にデビューする。
- 1957年（昭和32年） 大映スターズが高橋ユニオンズを合併して大映ユニオンズが発足して永田がオーナーに留まる。5月にスター引き抜き防止の「六社申し合わせ書」に永田社長が調印する。6月に「大映ビスタビジョン」第一作『地獄花』を公開する。
- 1958年（昭和33年） 大映ユニオンズが毎日オリオンズと合併して大毎オリオンズが発足したが、存続した系譜は毎日側であるものの、組織運営を大映側が掌握したことから実質的な逆さ合併だったため、永田がオーナーに留まる。社内に大映テレビ製作室を設けて、テレビ映画の製作に乗り出す。

「大映スコープ」の導入により、クレジット表記が「雲の果てから太陽の光が差し込む」ものになる。白黒・カラー共通で末期まで使用された。
- 1959年（昭和34年） 東宝、松竹、文化放送、ニッポン放送と共にフジテレビジョンを開局する。

#### 1960年代
台湾など海外との合作による大作や、70ミリ特撮映画『釈迦』『秦・始皇帝』を製作し、これらの成功をきっかけに以後の「大作路線」が始まった。この頃はウォルト・ディズニー作品の日本での配給権を持っていた。
- 1961年（昭和36年） 現代劇のトップスター菅原謙二が退社した。『悪名』シリーズのヒットにより、勝新太郎と田宮二郎が頭角を現し始めた。同年、政界で疑獄事件・武州鉄道汚職事件が発覚し、永田は問題となった都内から秩父に至る“武州鉄道”なる新線の建設計画の発起人に名を連ねていたことから巻き込まれ、贈賄容疑で逮捕・収監されるが、不起訴となった。
- 1962年（昭和37年） 東京都荒川区南千住にプロ野球専用球場・東京スタジアム（東京球場）を建設する。雷蔵が永田の養女と結婚、永田と雷蔵は事実上の姻戚関係となる。勝新太郎も3月5日に永田の媒酌で中村玉緒と結婚した。一方では、現代劇で活躍していた人気若手スター・川口浩（川口松太郎の長男）が退社した。
- 1963年（昭和38年） 戦後の大映映画の大黒柱だった長谷川一夫が映画界から引退。看板女優の山本富士子が他社映画への出演許可と、以前交わした出演本数を少なくするという約束を守ることを願ったところ、永田はこれに怒り山本を一方的に解雇し、五社協定を盾に他社の映画・テレビドラマにも出演させなかった。同年、人気上昇中であった叶順子が健康問題から、7月13日公開の『風速七十五米』を最後に27歳で突然引退した。看板スターを相次いで失った大映の映画館は、空席が目立つようになっていった。

東宝の『ゴジラ』に対抗して『大群獣ネズラ』を企画、秋に撮影を開始したものの衛生面などで様々な問題が発生したため、製作は中止となった。
- 1964年（昭和39年） 全国の映画館数が5000館を割った。他社に比べ直営館の少ない大映は苦戦を強いられるが、大映の製作原価は「6000万円で上がれば黒字」という中堅ぶりだった。
- 1965年（昭和40年） 前述の『大群獣ネズラ』に代わる特撮企画として東京撮影所で『大怪獣ガメラ』を製作、大ヒット作品となり大映の特撮技術の高さを内外に知らしめた。子供を中心とした新たな観客層は、倒産時まで安定した動員数を維持し、末期の大映を支える数少ない柱のひとつとなった。テレビ室では『ザ・ガードマン』をスタートさせ、大ヒットを記録し大映テレビ室の名声を高めることになった。
- 1966年（昭和41年）3月 永田は「日本映画は必ず復興する」の一文をマスコミに向け発表した。同年、東京撮影所製作の『大怪獣決闘 ガメラ対バルゴン』と、京都撮影所製作の『大魔神』の2本立て興行を行った。特撮作品の自社2本立て興行は、国内特撮映画のフロンティアながら特撮を仕切れる監督が円谷英二1人であった東宝では実現できなかった前代未聞の快挙として話題となった。
- 1967年（昭和42年） 石原プロ・三船プロなどのスターによる独立制作プロダクションに触発された二枚看板のひとり勝新太郎が、勝プロを設立して独立する。4月に二枚看板のもうひとりである市川雷蔵主演の本格的な和製ハードボイルドの傑作『ある殺し屋』が公開される。ところが、その同年9月に専属俳優の丸井太郎がガス自殺した。元々大部屋俳優であった丸井はテレビ室製作の『図々しい奴』のヒットで茶の間の人気者となったが、それを見た永田によって五社協定を盾に無理矢理に映画界に引き戻され、その後の飼い殺しに等しい扱いに絶望したものであったという。

同月、映画事業の赤字に起因する巨額負債と経営難が表面化した。これをきっかけに永田体制は破局へと徐々に向かい始める。
- 1968年（昭和43年） 市川雷蔵が『関の弥太っぺ』撮影期間中の6月11日に腸からの大量出血を発症して入院し、直腸癌が判明して手術を受けた。雷蔵は当時、大映の「頼み綱」とまで言われ、経営的苦境の会社や義父である永田のために療養を切り上げて現場復帰しなければならず、年内に1969年1月公開の『眠狂四郎悪女狩り』を撮影したが、衰弱した身体で立ち回りはできずに代役を立てる状態であった。6月29日に有吉佐和子原作の映画『不信のとき』を公開する。主演した田宮二郎が配役の序列が4番目であることに抗議すると、永田は激怒して田宮を一方的に解雇し五社協定を盾に他社制作の映画・テレビドラマに出演できなくさせる。山本富士子、丸井太郎に続く本件で、五社協定の存在と弊害がマスコミに大きく取り上げられた。永田は、自ら作り上げて日本映画の黄金時代を支えた「スターシステム」と、その根底を支えた五社協定の崩壊を自ら招いた。同年、人気若手女優の姿美千子も退社している。1968年は若手では峰健二改め峰岸隆之介が入社し『講道館破門状』で登場する明るい話題もあり、永田は田宮に代わる看板スター候補として大きな期待を寄せたが、末期の大映が置かれた環境はスター候補として峰岸が双肩で背負うには過酷であった。
- 1969年（昭和44年）、年初から入院中だった雷蔵が7月17日に37歳で死去した。前年末に痛みをこらえて撮り終えていた2月公開作『博徒一代 血祭り不動』が遺作となる。看板スターを相次ぎ失い、新人スターや若手スタッフも育成できず、勝プロダクションと共同製作の『座頭市』シリーズも勢いはなく、テレビ業界の興隆に押されて映画産業全体は斜陽化しており、大映は観客動員数も深刻な落ち込みを始める。芸能界で永田の威光も薄れ、後に苦境を乗り越えて著名タレントとなった田宮と鉢合わせした際、田宮に啖呵を切られて屈辱的な応対をされた。

#### 1970年代
- 1970年（昭和45年） 雷蔵の喪失は回復ならず、6月に同じく経営不振の日活と配給網を統合してダイニチ映配を設立し、大映専務の松山英夫が社長、日活常務の壺田重三が副社長にそれぞれ兼任で就任した。

社内から俳優やスタッフの流出が止まずに予算も削減され、制作現場が荒廃して旧来の撮影所システムの映画作りが破綻する中で、暴力・エロ・グロを中心に企画を出した。日活側は『ネオン警察』『野良猫ロック』『戦争と人間』シリーズなどを送り、大映側は『でんきくらげ』『十代の妊娠』『おさな妻』などの「レモン・セックス・シリーズ」や「高校生番長シリーズ」など若者を狙った映画を製作した。勝プロなどの佳作も配給したが、場当たり的な経営や提携ですぐに行き詰まる。
10月7日、前年に岸信介による斡旋でロッテをスポンサーに迎えたのに伴い、チーム名を東京オリオンズから改称していたロッテオリオンズが、本拠地東京スタジアムでリーグ優勝を決め、オーナーの永田はグラウンドになだれ込んできた観客によって真っ先に胴上げされ感涙にむせんだ。だが永田は、翌1971年1月25日に経営立て直しに専念するためオーナーを辞任し球団経営から撤退し、スポンサー企業だったロッテに球団の所有と経営を譲渡した。
- 1971年（昭和46年）
  - 3月 経営難のため250人の希望退職者を募集した。4月に東京京橋交差点角にあった本社ビルを売却したが、これは当時の大映の末期的様相を象徴する出来事であった。

1970年代に映画産業が深刻な斜陽に陥ったのは大映だけの話ではなく、同業他社でも映画制作部門の不振に陥るとその対処に追われ、大幅な整理縮小や合理化、直営映画館などの資産の整理を迫られることとなったのは同じである。ただ、映画制作部門が好調でキャッシュフローも潤沢だった1950年代、他社は映画事業の収益を元手に映画事業・スクリーン事業の増強策（直営映画館の新設、洋画買い付け部門の機能強化など）や多角化による経営安定化策（テレビ番組向けの施設活用、ボウリング場や不動産運用・タクシー会社などのサイドビジネス）を実施し、これが多かれ少なかれ奏功していた。対して大映は永田の方針として映画の自社内製作にこだわり続ける一方で、全盛期の収益は主に株式配当や永田の政治活動（彼は河野一郎や岸信介との交流を介して政界のフィクサーを目指していた）などに充当され、経営基盤の強化に積極的に資本を投入しなかった点が、他社とは決定的に異なっていた。映画事業が不振となり経済的に行き詰まった時、大映はそれに代わり安定的に収益を生み出す手段もなく、資金面で窮するたびに本社や撮影所などを含む自社関係の敷地や資産を切り売りして苦しい状況をしのいだ。
- 5月、ダイニチ映配では松山が病気を理由に社長を辞任し、壺田が社長に就任した。翌6月、日活のワンマン社長として知られた堀久作が電撃辞任して引退、堀の側近であった壺田も日活常務を解任されダイニチ映配社長に専念となった。8月、日活が離脱したことでダイニチ映配が崩壊、ダイニチ映配に取り残された壺田が割を食って大映と共倒れする格好になった。壺田は後に日活ゆかりのスタッフを集めて1974年に洋画配給会社国際映画社を興して映像業界に再起し、その後一時的にテレビアニメ業界に進出し『J9シリーズ』などを手掛けたが、1985年に同社も倒産の憂き目を見ることになった。
- 10月から新たに大映配給株式会社による配給が開始された。11月20日に最後の封切作品である八並映子主演の『悪名尼』（大映東京）と川崎あかね主演の風俗時代劇『蜘蛛の湯女』（大映京都）を公開する。同月29日、折から体調を崩していた永田に代わり、永田の息子である永田秀雅副社長から全従業員に解雇通告がなされ業務全面停止、翌12月に不渡手形を出し、大映は破産宣告を受けた。直後、大映存続を諦めきれず尽力してきた永田は、倒産のショックもあり高血圧で入院した。12月28日に現在の東京証券取引所で上場廃止となった。かくて、永田時代の大映は日本映画界でも当時空前の大型倒産によって終焉を迎えた。
- 1972年（昭和47年）
  - 7月17日、第1回債権者集会が最高裁判所講堂で開催された[6]。集会には債権者約300人が出席し、破産管財人の上野久徳弁護士により、破産会社の概要、破産宣告に至った事情等について説明があり、この日は破産財団の運営についてのみ決議された。東京地裁民事20部（裁判官杉本良吉）宛届出のあった債権は、元大映従業員への未払い賃金などを含めて約76億円と報告された[6]。

最後の数年間は末期的様相を呈しながらも存続していた五社協定も、東宝の映画制作の分社化および専属俳優の大量解雇、日活のアクション映画路線終焉（日活ロマンポルノ路線への転向）、大映の倒産（いずれも1971年に起こった）でとどめを刺される格好になり、完全に崩壊した。経営破綻の直前に本社から分離独立するかたちで大映テレビが発足し、多数のスタッフが異動していた。一方で京都・太秦の大映京都撮影所は閉鎖された。当面、労働組合が会社を管理し、経営の引き受け先を探すことになる。
倒産時点で大映が行なっていた数少ない仕事の一つとして、当時収録が始まったばかりのテレビ時代劇『木枯し紋次郎』の京都撮影所による下請け作業があった（序盤2話で製作協力としてクレジットされている）。同作の制作中断を防ぐため、1972年初頭に大映京都撮影所所属の俳優とスタッフが中心となり、大映とは別資本で映像京都が設立されている。

### 徳間時代
- 1974年（昭和49年） 労働組合は徳間康快社長率いる徳間書店と経営再建で合意、破産した大映株式会社に代わり、9月に新たな法人として、資本金2億円で大映映画株式会社を設立し、徳間書店傘下の映画製作子会社となる[7]。この時点で制作映画の配給は他社制作映画の配給が本業で、かつての同業他社であった東宝を中心に、東映や松竹といったところにも委託するようになった。大映映画株式会社は後に大映株式会社に社名を変更した[8]。
- 1977年（昭和52年） 大映映画は撮影所や配給部門を別会社に切り離して、大映映画撮影所、大映映画京都撮影所、大映配給、大映映像の4子会社に分割された[9]。大映京都撮影所は大映映画撮影所（貸しスタジオ）となるなど、土地資産の売却や人材の合理化で負債を減らしていった。徳間書店の出版する小説を原作とした『君よ憤怒の河を渉れ』（永田雅一が映画界に復帰した最初の作品でもある）や『黄金の犬』などの製作が始まる。
- 1982年（昭和57年） 国交10周年を記念した日中合作映画『未完の対局』が公開され、「永田大作路線」に続く「徳間超大作路線」が始まる。以後大映は、徳間書店東光徳間事業本部（東光徳間）と共同で中国映画・韓国映画の買い付け・配給なども手掛けた。
- 1986年（昭和61年） 京都・太秦の大映映画撮影所を完全閉鎖し、跡地を売却する。
- 1987年（昭和62年） SF大作『首都消失』を公開する。
- 1988年（昭和63年） 当時「史上最大の45億円」を投じた日中合作の超大作映画『敦煌』を公開する。
- 1992年（平成4年） 25億円を投じてロシアで撮影した『おろしや国酔夢譚』を公開する。

これら「超大作路線」による借入金の増大とバブル崩壊などにより、大映のみならず徳間書店グループ自体の累積赤字が膨らんだ。その後も平成『ガメラ』シリーズや『Shall we ダンス?』など佳作にも積極的に出資してヒットにつなげたものの、徳間書店は住友銀行の管理下におかれることとなり、大映売却が取り沙汰され始めた。
- 2000年（平成12年） 徳間康快が死去。
- 2002年（平成14年）
  - 7月 徳間書店は同業の角川書店に大映が保有する全映画とその配給権およびビデオ制作権、調布市の大映スタジオ（多摩川撮影所）の運営など、全事業を売却することで合意する。
  - 11月、角川の映像子会社「株式会社角川大映映画」が設立され、大映は営業権と従業員のすべてをこれに移譲し、ここに大映は60年の歴史に事実上幕を下ろした。法人自体は2003年1月に解散、2007年4月に清算結了し、名実共に消滅している。

### 解散後（角川時代）
- 2002年（平成14年）11月、株式会社角川書店が大映の営業権を取得し株式会社角川大映映画を新規設立。
- 2004年（平成16年）1月、角川大映映画が株式会社角川書店のエンタテインメント事業部と統合。
- 2004年（平成16年）4月、角川大映映画がトスカドメイン株式会社を吸収合併し角川映画株式会社に社名変更。大映スタジオ（多摩川撮影所）も、角川大映撮影所に改称した。
- 2006年（平成18年）3月、 映画配給会社の角川ヘラルド・ピクチャーズと合併して角川ヘラルド映画に社名変更する。ここから大映の流れを汲む企業は、36年ぶりに映画配給に再参入することになった。
- 2007年（平成19年）3月、 社名を角川映画株式会社に戻す。
- 2011年（平成23年）1月、角川書店に吸収合併される。
- 2013年（平成25年）4月、角川書店が会社分割により子会社株式会社角川大映スタジオを設立。
- 2013年（平成25年）10月、KADOKAWAが角川書店を吸収合併する。

## 大映ニュース
戦後、大映作品の予告篇を公開した短編フィルムで、1962年まで製作された。本数は900本以上に及ぶ。

## 主な映画作品

### 戦中・戦後
- 維新の曲
- 伊賀の水月
- 歌ふ狸御殿
- 菊池千本槍 シドニー特別攻撃隊
- 宮本武蔵シリーズ
- 鞍馬天狗シリーズ
- 土俵祭
- 無法松の一生
- 狐の呉れた赤ん坊
- 七つの顔
- 王将
- 虹男
- 痴人の愛
- 明智小五郎シリーズ
- 透明人間現わる
- 静かなる決闘

### 永田時代
- 羅生門
- 銭形平次シリーズ
- 地獄門
- 雨月物語
- 近松物語
- 赤胴鈴之助シリーズ
- 金色夜叉
- 千姫御殿
- 月よりの使者
- 忠臣蔵
- 愛染かつら
- 新・平家物語
- 浮草
- 婦系図 湯島の白梅
- 夜の河
- 赤線地帯
- 夜の蝶
- 炎上
- 残菊物語
- 大江山酒天童子
- 歌行燈
- おとうと
- ぼんち
- 偽大学生
- 黒い十人の女
- 釈迦
- 日蓮と蒙古大襲来
- 破戒
- 私は二歳
- 怪談雪女郎
- 好色一代男
- 雁の寺
- しとやかな獣
- 雪之丞変化
- 越前竹人形
- 細雪
- ある殺し屋
- ある殺し屋の鍵
- 大殺陣 雄呂血
- 女系家族
- 傷だらけの山河
- 清作の妻
- 不知火検校
- 鉄砲伝来記
- 白い巨塔
- 氷点
- 大菩薩峠 三部作
- 大魔神シリーズ
- ガメラシリーズ
- 妖怪シリーズ
- 悪名シリーズ
- 若親分シリーズ
- 犬シリーズ
- 黒シリーズ
- 兵隊やくざシリーズ
- 座頭市シリーズ
- 眠狂四郎シリーズ
- 忍びの者シリーズ
- 陸軍中野学校シリーズ
- 女賭博師シリーズ
- 卍
- 刺青
- 華岡青洲の妻
- 不信のとき
- 妻は告白する
- その夜は忘れない
- 氷壁

### 徳間時代
- 金環蝕
- 君よ憤怒の河を渉れ
- 黄金の犬
- 未完の対局
- 青春共和国
- 首都消失
- 敦煌
- おろしや国酔夢譚
- 平成ガメラシリーズ
- Shall we ダンス? - アルタミラピクチャーズ制作
- 富江
- 卓球温泉 - アルタミラピクチャーズ制作
- DEAD OR ALIVE 犯罪者 - 東映ビデオと共同製作
- DEAD OR ALIVE 2 逃亡者 - 東映ビデオと共同製作
- 回路
- なごり雪 - 大映最後の配給作品

## 在籍した主な人物

### 監督
- 牛原虚彦
- 丸根賛太郎
- 押本七之輔
- 池田富保
- 木村恵吾
- 安田公義
- 田中重雄
- 衣笠貞之助
- 溝口健二
- 渡辺邦男
- 伊藤大輔
- 森一生
- 野淵昶
- 村山三男
- 松田定次
- 島耕二
- 加戸敏
- 太田昭和
- 吉村公三郎
- 佐伯幸三
- 市川崑
- 増村保造
- 池広一夫
- 三隅研次
- 井上梅次
- 井上昭
- 田中徳三
- 湯浅憲明
- 枝川弘
- 瑞穂春海
- 弓削太郎
- 井上芳夫
- 水野洽
- 西村元男
- 浜野信彦
- 斉藤和彦
- 村野鐵太郎
- 大洲斉

### プロデューサー
- 松山英夫
- 斉藤米二郎
- 奥田久司
- 藤井浩明
- 久保寺生郎
- 辻久一
- 浅井昭三郎
- 菅沼完二（編集技師、監督兼）

### 技術者
- 宮川一夫（撮影技師）
- 石本秀雄（撮影技師）
- 森田富士郎（撮影技師）
- 牧浦地志（撮影技師）
- 今井ひろし (撮影技師）
- 本多省三（撮影技師）
- 武田千吉郎 (撮影技師）
- 的場徹（特殊技術）
- 築地米三郎（特殊技術）
- 木村威夫（美術）
- 西岡善信（美術）
- 内藤昭 (美術)
- 太田誠一（美術）
- 井上章（美術）
- 林土太郎（録音技師）
- 足立怜二郎（殺陣師）
- 宮内昌平（殺陣師）

### 男優

#### 設立初期
- 片岡千恵蔵（日活京都）
- 阪東妻三郎（日活京都）
- 嵐寛寿郎（日活京都）
- 上田吉二郎（日活京都）
- 月形龍之介
- 永田靖（日活多摩川）
- 見明凡太郎（日活多摩川）
- 潮万太郎（日活多摩川）
- 中田弘二（日活多摩川）
- 村田宏寿（日活多摩川）
- 小林桂樹（日活多摩川）
- 川村禾門（日活多摩川）
- 片山明彦（日活多摩川）
- 市川右太衛門（新興キネマ）
- 大友柳太朗（新興キネマ）
- 羅門光三郎（新興キネマ）
- 花布辰男（新興キネマ）
- 植村謙二郎（新興キネマ）
- 宇佐美淳（新興キネマ）
- 若原雅夫（新興キネマ）
- 押本映治（新興キネマ）
- 水島道太郎（大都映画）

#### 永田時代
- 長谷川一夫
- 黒川弥太郎
- 中村鴈治郎
- 船越英二
- 三橋達也
- 伊達三郎
- 香川良介
- 岡譲二
- 根上淳
- 菅原謙二（菅原謙次）
- 高松英郎
- 北原義郎
- 市川雷蔵
- 中条静夫
- 川口浩
- 川崎敬三
- 勝新太郎
- 小林勝彦
- 林成年
- 梅若正二
- 田宮二郎（柴田吾郎）
- 藤山浩二（藤山浩一）
- 早川雄三
- 本郷功次郎
- 天知茂
- 宇津井健
- 城健三朗（若山富三郎）
- 峰岸隆之介（峰岸徹）
- 平泉成（平泉征、平泉征七郎）
- 伴勇太郎
- 藤巻潤
- 倉石功
- 工藤堅太郎
- 成田三樹夫
- 村上不二夫
- 橋本力
- 木村玄（木村元）
- 青山良彦
- 品川隆二
- 大辻伺郎
- 丸井太郎
- 山下洵一郎（山下洵二）
- 丹羽又三郎
- 千波丈太郎
- 篠田三郎
- 炎三四郎（速水亮）
- 内田喜郎
- 鶴賀二郎
- 細谷新吾 (日高晤郎)
- 沖時男 (沖ときお)
- 五味龍太郎

### 女優

#### 設立初期
- 月丘夢路
- 橘公子（日活京都）
- 市川春代（日活京都）
- 村田知英子（日活多摩川）
- 森下彰子（日活多摩川）
- 浦辺粂子（新興キネマ）
- 逢初夢子（新興キネマ）
- 高山広子（新興キネマ）
- 相馬千恵子（新興キネマ）
- 琴糸路（大都映画）
- 本間文子（大日本映画製作・大映、当時の芸名は武田貞子または武田サダ）

#### 永田時代
- 入江たか子
- 喜多川千鶴
- 折原啓子
- 三條美紀（三条美紀）
- 水戸光子
- 日高澄子
- 三益愛子
- 星美智子
- 京マチ子
- 角梨枝子
- 阿井美千子（阿井三千子、百ちとせ）
- 山本富士子
- 若尾文子
- 野添ひとみ
- 藤田佳子（現・作詞家の悠木圭子）
- 叶順子
- 万里昌代
- 中村玉緒
- 仁木多鶴子
- 藤村志保
- 山岡久乃
- 弓恵子
- 平井岐代子
- 浜田ゆう子
- 紺野ユカ
- 三条江梨子（三条魔子）
- 長谷川裕見子
- 江波杏子
- 長谷川待子
- 高田美和
- 姿美千子
- 乙羽信子
- 南田洋子
- 三田登喜子
- 目黒幸子
- 町田博子
- 渚まゆみ
- 高林由紀子
- 笠原玲子
- 岸正子（加賀ちかこ）
- 安田道代（現・大楠道代）
- 西尋子（現・賀川ゆき絵）
- 南美川洋子
- 水木正子
- 渥美マリ
- 川崎あかね
- 八代順子
- 八並映子
- 関根恵子（現・高橋惠子）
- 松坂慶子

### ラグビー
- 斎藤寮 - 日本代表選手及び監督
- 土屋英明 - 日本代表選手

## 主な上映館

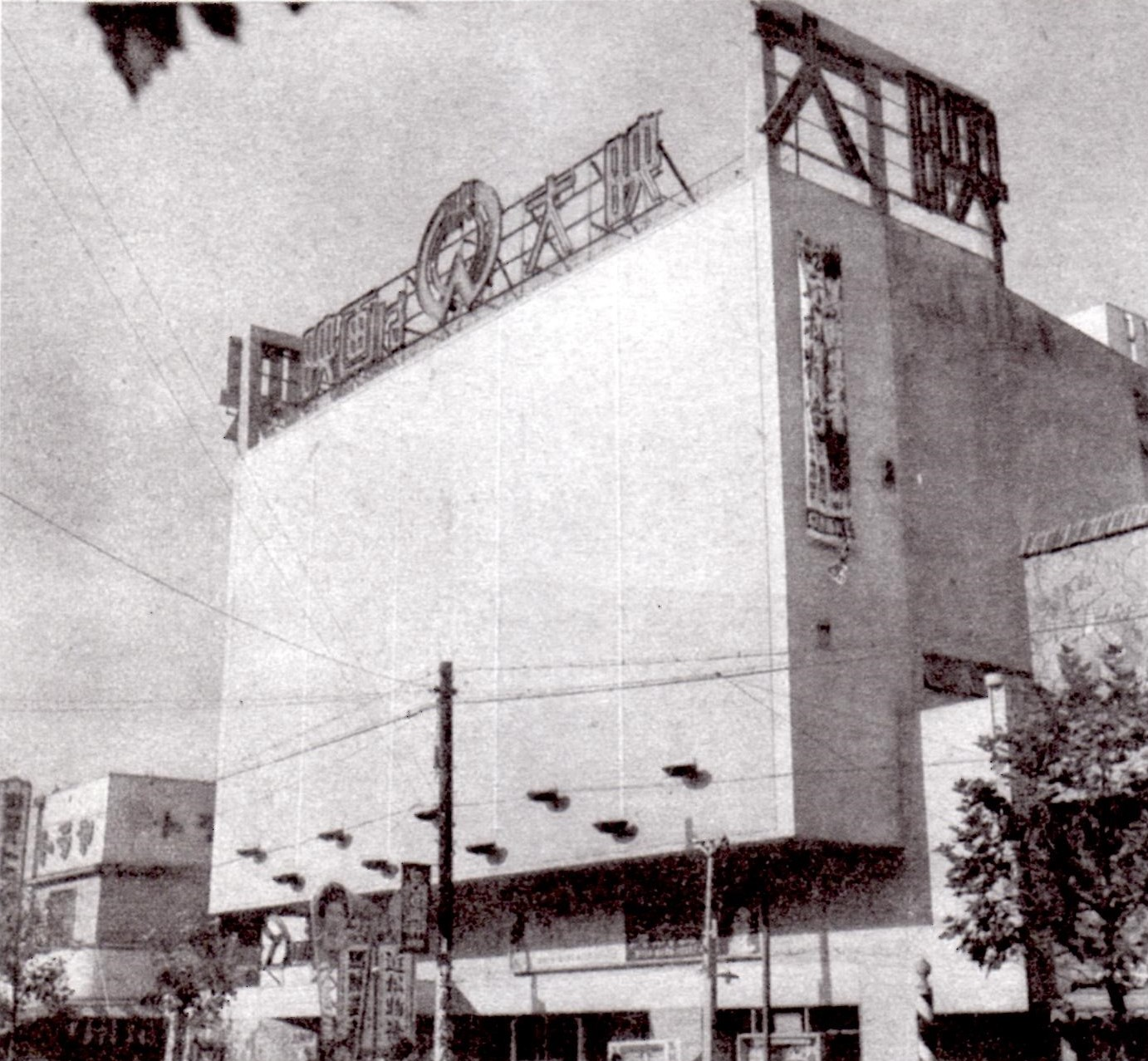
建物正面に「映画は大映」という看板が掲げられていた渋谷大映劇場

- 浅草電氣館（浅草公園六区。松竹直営。現・電氣館ビル）
- スキヤバシ映画（東宝直営。数寄屋橋ニユートーキヨービル地下。のちのニュー東宝シネマ2。現・飲食店）
- 新宿大映劇場（武蔵野興業経営。現・コメ兵新宿店）
- 渋谷大映劇場（1962年1月までは東京テアトルが運営[11]。現・三善ビル - MEGAドン・キホーテ渋谷本店）
- 池袋大映劇場（大映興業経営。現・JTB池袋支店）
- 横浜大映劇場（伊勢佐木町。大映興業経営。のちの横浜松竹、横浜セントラル。現・パチンコ店）
- 相鉄大映劇場（横浜駅西口。相鉄興業経営。現・相鉄ジョイナス）
- 名古屋大映劇場（名駅。毎日名古屋会館地下。大映興業経営。のちの名古屋松竹座。現・ミッドランドスクエア）
- 大映公楽（京都三条。のちの東宝公楽。京都での封切館は他に京都ピカデリー（新京極通。現・グルメシティ京極店）など時期によって異なる。）
- 梅田大映劇場（梅田新道。大映興業経営。現・梅田パシフィックビルディング）
- アシベ劇場（千日前。日本ドリーム観光経営。現・アムザ1000）
- 神戸花月劇場（新開地。吉本興業経営。同地区での上映館は新開地大映（神戸松竹劇場。松竹直営）、神戸シネマ（オーエス経営）など時期によって異なる。）
- 三映（神戸三宮。神戸阪急ビル内。オーエス経営。同地区での上映館は阪神劇場（神戸そごう地下）、京町映画劇場、阪急シネマなど時期によって異なる。）
- 高松大映劇場（香川県高松市。現・ソレイユビル）

## 映画興行成績
1999年までは、映画の興行成績は配給収入で発表されていた。
| 年度 | 年間配給収入 （単位：百万円） | 前年対比 | ダイニチ 年間配給収入 （単位：百万円） |
| ---- | ----------------------------- | -------- | -------------------------------------- |
| 1953 | 3,030                         | N/A      | N/A                                    |
| 1954 | 3,902                         | 128.8%   | N/A                                    |
| 1955 | 4,076                         | 104.5%   | N/A                                    |
| 1956 | 4,599                         | 112.8%   | N/A                                    |
| 1957 | 4,793                         | 104.2%   | N/A                                    |
| 1958 | 5,340                         | 111.4%   | N/A                                    |
| 1959 | 4,709                         | 088.2%   | N/A                                    |
| 1960 | 4,608                         | 097.9%   | N/A                                    |
| 1961 | 4,139                         | 089.8%   | N/A                                    |
| 1962 | 4,198                         | 101.4%   | N/A                                    |
| 1963 | 3,658                         | 087.1%   | N/A                                    |
| 1964 | 4,038                         | 110.4%   | N/A                                    |
| 1965 | 3,627                         | 089.8%   | N/A                                    |
| 1966 | 3,517                         | 097.0%   | N/A                                    |
| 1967 | 3,171                         | 090.2%   | N/A                                    |
| 1968 | 3,545                         | 111.8%   | N/A                                    |
| 1969 | 2,986                         | 084.2%   | N/A                                    |
| 1970 | 1,119                         | 037.5%   | 2,103                                  |
| 1971 | 133                           | 011.9%   | 1,540                                  |

1953年と1954年の出典: 井上雅雄「映画産業の戦後｢黄金期｣の実態(下) : ポスト占領期の映画産業と大映の企業経営・補論」『立教經濟學研究』第71巻第2号、立教大学経済学研究会、2017年10月、102頁、doi:10.14992/00015468。
1955年から1971年の出典: 東宝 編『東宝75年のあゆみ 1932 - 2007 資料』（PDF）東宝、2010年4月、48頁。